# Panhel·lenisme

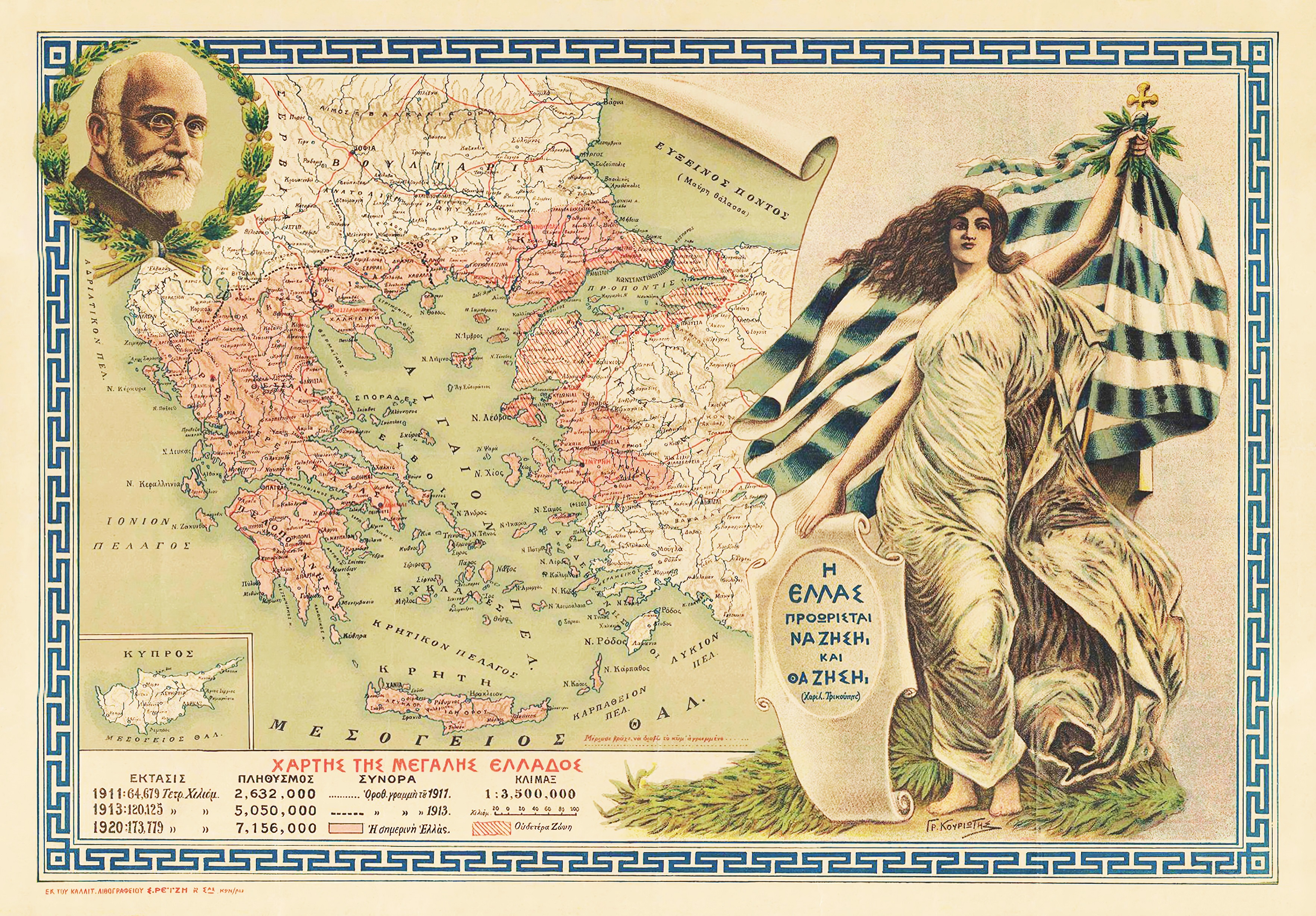
Mapa de Grècia després del Tractat de Sèvres, quan la Gran Idea semblava a prop de complir-se, amb Elevthérios Venizelos.

El panhel·lenisme és un moviment i pensament la meta del qual és crear un «gran estat grec» concebut com una unitat política, és a dir, un Estat que uneixi a totes les nacions que, completament o en la seva majoria, estiguin habitades per pobles de llengua i ètnia gregues. Aquesta idea va tenir lloc a partir del segle v aC, i no va florir de forma massiva sinó que va ser predicada pels pocs pensadors que es van mantenir optimistes davant la degradació de la cultura grega que es va iniciar amb les guerres mèdiques i que va tenir el seu apogeu amb la Guerra del Peloponnès.

## Història
Ja a l'antiguitat hi va haver figures que van recolzar l'ideal panhel·lènic, en un moment en què, encara que hi havia un cert sentiment d'unitat enfront d'enemics comuns, cada regió depenia de polis sovint enfrontades entre si en guerres. Aquests van ser els casos d'Isòcrates, Filip II i Alexandre el Gran.
El primer espai de reunió panhel·lènica eren els jocs panhel·lènics, i principalment els Jocs Olímpics, on s'aplegaven grecs de tot arreu i no es permetia la participació de no grecs. Posteriorment, les guerres mèdiques (segle v aC) constituïren el primer esdeveniment bèl·lic en què s'uniren nombroses polis gregues per combatre un enemic forà. Més tard, ja durant l'Imperi, Hadrià fou un emperador filhel·lènic que promogué iniciatives panhel·lèniques, com ara la creació del Panhel·lènion, institució que organitzava les Panhel·lènies.
Aquestes idees també van cobrar forma, parcialment, durant l'Imperi Romà de l'Orient; però després de la seva caiguda, el 1453, va caldre esperar fins començaments del segle xix perquè el panhel·lenisme es reconstituís formalment. En aquest cas, es tractava de societats secretes [heteres] conformades pels grecs que es trobaven oprimits sota el jou otomà.
El 1821, els grecs es van alçar en armes contra els seus opressors fins que finalment, el 1829, Grècia va ser declarada Regne sobirà. Els ideals panhel·lènics es van mantenir inalterats no solament durant el transcurs de les lluites llibertàries, sinó també al llarg de tota la història del nou Regne.
Les pretensions panhel·lèniques es van acréixer novament a partir de 1861 amb l'annexió de Tessàlia i les illes del Mar Jònic. Vint anys més tard, va ser incorporat al territori grec part de l'Epir.
Encara que la guerra grecoturca de 1897 va resultar un dur cop per al panhel·lenisme en virtut de la derrota total dels grecs. Es va convertir en un potent moviment a Grècia, una mica abans de, i durant la Primera Guerra Mundial, sota la direcció de la figura nacionalista Elevthérios Venizelos, que va perseguir la Gran Idea i va aconseguir ampliar Grècia a les Guerres Balcàniques. Al terme d'aquesta contesa, l'illa de Creta va passar també a formar part del regne de Grècia, i després de la Primera Guerra Mundial, breument es va annexionar la regió d'Esmirna abans d'ésser represa per Turquia.
Després de la Segona Guerra Mundial, especialment sota la junta militar que va obtenir el poder a Atenes el 1967, el panhel·lenisme va esdevenir sinònim d'enosi (unitat). Aquesta junta militar va intentar annexionar Xipre a Grècia per tal de crear l'esmentada enosis. A conseqüència d'aquestes maniobres, Turquia va decidir envair l'illa el 1974. Les tropes turques romanen actualment al nord de Xipre. Des del punt de vista administratiu, l'illa va ser dividida en dos estats.